# 前1590年代
| 千纪： | 前2千纪 |
| 世纪： | 前17世纪 \| 前16世纪 \| 前15世纪                                                                                     |
| 年代： | 前1620年代 \| 前1610年代 \| 前1600年代 \| 前1590年代 \| 前1580年代 \| 前1570年代 \| 前1560年代                       |
| 年份： | 前1599年 \| 前1598年 \| 前1597年 \| 前1596年 \| 前1595年 \| 前1594年 \| 前1593年 \| 前1592年 \| 前1591年 \| 前1590年 |

## 重要事件及趋势
- 前1595年左右—穆尔西里一世，赫梯王国国王。攻灭巴比伦第一王朝，结束了汉谟拉比后裔的统治。

## 重要人物
- 前1597年—古以色列人的第一位大祭司亚伦出生。